# Ctenochares bicolorus
Ctenochares bicolorus är en stekelart som först beskrevs av Carl von Linné 1767.  Ctenochares bicolorus ingår i släktet Ctenochares och familjen brokparasitsteklar. Inga underarter finns listade i Catalogue of Life.